# Айб (школа)
Школа Айб (вірм. Այբ դպրոց) — приватний навчальний заклад у Єревані. Відкрита 2011 року Освітнім фондом «Айб», співзасновником якого є Месроп Арамян; він же — голова Ради опікунів школи. 

## Історія й діяльність
Освітній фонд «Айб», перший вірменський інноваційний освітній центр, що складається зі школи, церкви, общинного центру та дитячого садка, створений 2006 року. 2010 року уряд Вірменії виділив йому ділянку площею 7 га для реалізації шкільного проекту «Айб», який було відкрито рік по тому. Урочисте відкриття відбулося 8 жовтня 2011 року.
Спочатку це була загальноосвітня школа, початкову школу в ній було відкрито 2013 року. Школою керує рада директорів, очолювана отцем Месропом Арамяном.